# Pałac w Łuczaju
Pałac Mostowskich w Łuczaju – pałac, który znajdował się w Łuczaju (obecnie na Białorusi), zniszczony podczas II wojny światowej, pozostał jedynie zespół parkowy.

## Historia
Pałac został prawdopodobnie wybudowany w połowie XIX wieku przez Bohdana Mostowskiego. Fundatorem mógł być również jego ojciec Edward Mostowski, dziedzic Cerkliszek. Nie jest wykluczone, że pałac pochodził z czasów wcześniejszych, a przez Mostowskich został jedynie przebudowany (od 1786 roku Łuczaj należał do Wańkowiczów herbu Lis). W 1893 roku syn Bohdana, Edward Mostowski sprzedał Łuczaj Julianowi Zendrowi, od którego po kilku miesiącach kupiła te dobra księżna Kantakuzen-Sperańska. Po I wojnie światowej dobra zostały rozparcelowane. W okresie międzywojennym w pałacu miała siedzibę Państwowa Szkoła Rolnicza. Budynek został zniszczony podczas II wojny światowej. Pozostał po nim zespół parkowy.

## Architektura
Pałac był jedenastoosiową budowlą na rzucie prostokąta, wzniesioną na podmurowaniu, krytą spłaszczonym czterospadowym dachem pobitym blachą. W centrum elewacji frontowej występował trójosiowy pseudoryzalit, rozczłonkowany czterema parami pilastrów, jednakowymi w obu kondygnacjach. Zarówno główne drzwi wejściowe i dwa okna po bokach na parterze, jak trzy okna na piętrze ryzalitu otrzymały zamknięcie półkoliste. Do wnętrza wchodziło się wprost z zakreślonego łukiem, lekko podniesionego podjazdu. Ryzalit wieńczył trójkątny szczyt z tarczą herbową pośrodku. W podobny sposób jak środkowy, ale przy pomocy tylko czterech pilastrów pojedynczych, wyodrębnione zostały z elewacji także pozorne ryzality na obu osiach skrajnych, z oknami również zamkniętymi półkoliście. W kondygnacji dolnej zostały one wzbogacone dwiema niszami, mieszczącymi posągi mitologiczne. Dekoracje zewnętrzne całego pałacu ograniczały się do stosunkowo skromnych obramień i naczółków w większości prostokątnych okien. Przy prawej elewacji bocznej na osi wzdłużnej znajdował się w dolnej części murowany ganek, mieszczący zapewne sień gospodarczą, od czoła także pokryty dwiema parami pilastrów. Posiadał on troje drzwi wejściowych z trzech stron. Nad gankiem mieścił się kryty drewniany taras, zapewne późniejszy. Na piętrze pałacu całą przestrzeń zamkniętą prawym ryzalitem frontowym i bocznym zajmował ogród zimowy, czego dowodem były, znacznie większe od pozostałych prostokątne, sięgające podłóg okna, umieszczone ciasno obok siebie wzdłuż całego krótszego boku budynku. Ponadto na piętrze mieściły się zapewne pokoje reprezentacyjne.

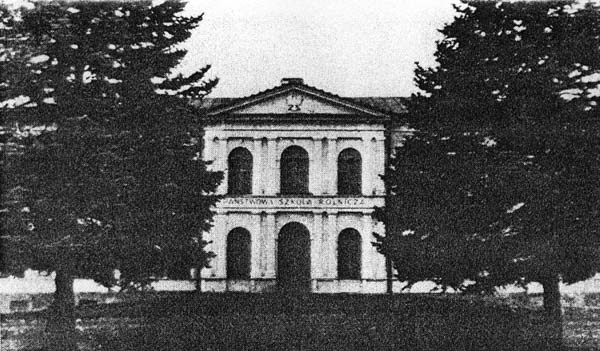
Pałac w okresie międzywojennym